# Плиоценски парк (Дорково)
Плиоценският парк в Дорково е палеонтологичен музей в Дорково, област Пазарджик, представящ находки от плиоцена, открити в палеонтологичното находище в местността Елин кладенец около Дорково.
Находището е най-голямото познато на палеонтолозите струпване на кости от над 30 вида животни на едно място. Открити са над 600 кости на 15 m2 площ. Това е най-голямото палеонтологично находище на Балканите и втората най-значима експозиция в Европа. Чрез него се маркира началото на плиоценската геоложка епоха в Източна Европа. Музеят е открит на 19 септември 2013 г.

## История
На изкопаемите останки е обърнато внимание за първи път от местния учител Манол Чолев през 30-те години на 20 век. В началото на 80-те години геолози от фирмата „Редки метали“ преоткриват фосилното находище край Дорково. Първото палеонтологично проучване е организирано от акад. Тодор Николов заедно с геолози от Софийския университет „Св. Климент Охридски“. В периода 1985-1987 г. се провеждат българо-френски палеонтологични разкопки. Те са организирани от Националния природонаучен музей при БАН с участието на Националния естественоисторически музей в Париж. Инициативата е на проф. Николай Спасов, а научен ръководител на експедицията е проф. Ербер Тома от Колеж дьо Франс. Разкопките са продължени през 1985 г. от проф. д-р Николай Спасов. След тригодишно проучване на находището, се стига до извода, че това е най-богатото находище на останки от овернски мастодонт (Anancus arvernensis) в света и едно от най-богатите на фосилни животински останки ранноплиоценски находища в Европа. За голямото струпване на кости се предполага, че природно бедствие е унищожило цяло стадо овернски мастодонти край брега на древна река. По-късно учените съобщават, че в района са живели девет архигрупи бозайници. Част от находките са изпратени във Франция за реставрация и консервация, по-късно са върнати отново в България. Находището е обявено за природна забележителност на 31 януари 1990 г.
Идеята за създаване на палеонтологически музей е дадена от проф. Ербер Тома по време на българо-френските палеонтологични разкопки през 1987 г. Първоначалната инициатива за подготвяне на този проект е на Стоян Йотов от сдружение „Природа назаем“ от 2008 г. Проектът за палеонтологичното находище е започнат през 2010 г. На 25 септември 2012 г. е направена първата копка по проект „Създаване и популяризиране на културно–исторически продукт в община Ракитово, чрез адаптация на Палеонтологично находище – с. Дорково, като туристическа атракция и социализация на културен паметник крепост „Цепина“. Музеят е тържествено открит на 19 септември 2013 г. Научни консултанти на експозицията са проф. д-р Николай Спасов, д-р Георги Марков и Велизар Симеоновски.

## Находки
При проведените експедиции са открити останки от бивни, кътници и части от скелети на над 30 вида гръбначни животни – над 600 кости на едри бозайници – мастодонти, трипръсти коне хипариони, древни редки маймуни, лъвове, саблезъби тигри, елени, тапири, носорози и примитивни мечки, а също и множество останки от гризачи и насекомоядни бозайници. Открити са два вида маймуни – мезопитек (mesophithecus) и долихопитек (Dolichopithecus ruscinensis). И двата вида са от групата на колобусите.
От палеоорнитолога проф. Златозар Боев са открити и костни останки от един нов род и два нови вида за науката птици – нов вид за науката глухар – родопски глухар (Tetrao rhodopensis), който е най-древния представител на семейството на глухарите, нов род и вид езерна патица – плиоценска балканска патица (Balcanas pliocaenica) и неустановен вид дребна кокошова птица от подсемейството на яребиците.
Палеонтологичното находище край Дорково е уникално не само с големия си брой находки от овернски мастодонт (Anancus arvernensis), но и с голямото им разноообразие. Има останки, както на възрастни, така и на млади животни, а също и на малки мастодонтчета с млечни зъби.

## Експозиция
Сградата на музея е дело на арх. Явор Йорданов по идея на Симеон Стоилов. Тя е с цилиндрична форма, изградена от метал и стъклен купол с площ 300 m2. В центъра на експозиционната зала е поставена скулптура на овернски мастодонт от рода Anancus arvernensis с височина 3,90 m. До него се намира скулптура на изкопаемата маймуна долихопитек (Dolichopitecus ruscinensis). Те са дело на скулпторите Ивайло Аврамов и Теодор Нанев, с участието на художника-анималист Велизар Симеоновски. Научни ръководители при създаването им са проф. Николай Спасов и д-р Георги Марков. До скулптурата на мастодонта е разположен гигантски бивник на борсонов мастодонт (Mammut borsoni), намерен в кариерата за пясък при село Генерал Инзово, област Ямбол. Той е възстановен от Георги Илиев от регионалния исторически музей в Ямбол. Представена е възстановка на научни разкопки с истински кости, които са намерени на това място, витрини с уникални вкаменелости – фрагмент от небце с кътници, и бивник от овернски мастодонт (Anancus arvernensis), кучешки зъб на доплихопитек и части от раменни кости на плиоценска балканска патица и на родопски глухар. Представени са и илюстрирани табла с научни текстове подготвени от проф. Николай Спасов, проф. Златозар Боев, д-р Георги Марков и д-р Латинка Христова от Националния природонаучен музей при БАН. През 2013 г. сградата на музея е обявена за „Сграда на годината“.
Природата около Дорково през плиоцена се представя чрез 10-метрова пейзажна диорама „Фауната и природата край Дорково и на Балканите преди 5 милиона години“. Нарисувана е от художника-анималист от Чикагския музей по естествена история Велизар Симеоновски с научен консултант проф. Николай Спасов. На диорамата са представени: изкопаема маймуна Долихопитек (Dolichopitecus ruscinensis), ранноплиоценска мечка (Ursus boecki), родопски глухар (Tetrao rhodopensis), рододендрон (Rhododendron), изкопаема сърна (Procapreolus), изкопаем тапир (Tapirus arvernensis), двурог плиоценски носорог (Stepharnochinus megarhinus), магнолия (Magnolia), мастодонт от вида Mammut borsoni, изкопаема маймуна Мезопитек (Mesopithecus), стадо хипариони и стадо овернски мастодонти (Anancus arvernensis). Монтирана е озвучителна техника, чрез която се възпроизвеждат звуците, издавани от животните, чиито останки са намерени в палеонтологичното находище.

## Туризъм
До плиоценския парк се достига лесно от курортите Велинград и Цигов чарк по асфалтиран път. В близост до музея се намират крепостта Цепина, и туристическият информационен център „Цепина“.